# Тагапі
Тагапі́ (рос. Тагапи) — присілок в Глазовському районі Удмуртії, Росія.

## Населення
Населення — 10 осіб (2010; 24 в 2002).
Національний склад станом на 2002 рік:
- росіяни — 71 %
- удмурти — 29 %

## Урбаноніми[3]
- вулиці — Пряженникова